# The Legend of Zorro
The Legend of Zorro è un film di cappa e spada western americano del 2005 diretto da Martin Campbell. È il sequel del precedente La maschera di Zorro; Antonio Banderas e Catherine Zeta-Jones riprendono i ruoli dell'eroe titolare e di sua moglie, Eléna, mentre  Adrián Alonso interpreta il loro figlio, Joaquin, e Rufus Sewell e Nick Chinlund interpretano i cattivi, il conte Armand e il signor McGivens.
Il film è stato distribuito il 28 ottobre 2005 dalla Columbia Pictures, ma non è andato bene come il suo predecessore. Ha guadagnato 142,4 milioni di dollari con un budget di 65 milioni di dollari.

## Trama
California, 1850. Tutti i cittadini californiani sono chiamati alle urne per decidere se congiungere o meno il loro stato agli Stati Uniti d'America. Terminato il referendum, un bandito fanaticamente religioso dai denti di legno, Jacob McGivens, ruba la cassetta dei voti insieme ai suoi uomini. Zorro riesce a controbattere i banditi e a recuperare i voti ma, nella baruffa, McGivens riesce a tirare via la maschera dell'eroe, anche se non riesce a vederlo in faccia. Due agenti della Pinkerton, che lo hanno pedinato di nascosto, lo riconoscono: è don Alejandro de la Vega. Zorro si procura un'altra maschera strappando un lembo del vestito, anche se è ignaro che la sua identità è ormai conosciuta da due estranei.
Al ritorno alla sua hacienda, Alejandro viene accolto dalla moglie Eléna; Eléna crede finalmente che Alejandro ora rinuncerà per sempre alla maschera, ma Alejandro non è ancora sicuro che le persone potranno fare a meno di lui. Irritata da Alejandro, Eléna si autoconvince che il marito sta trascurando la sua famiglia. Il giorno successivo, dopo aver accompagnato il figlio Joaquin a scuola, Eléna viene individuata dagli agenti Harrigan e Pike della Pinkerton; essendo consapevoli dell'identità di Zorro, convincono Eléna a collaborare per una missione. Tempo dopo, Alejandro riceverà un formale documento che riporta il divorzio da Eléna.
Tre mesi più tardi, Alejandro vive in un albergo, depresso dalla separazione. L'uomo che lo ha cresciuto, il suo amico Frate Felipe lo convince a partecipare ad una festa, presso il nuovo vigneto del ricco Conte francese Armand. Alejandro scoprirà che Eléna è ex compagna di studi del Conte, nonché la sua nuova amante. Dopo aver bevuto troppo, Alejandro segnalerà più tardi un'enorme esplosione vicino alla fazenda del Conte Armand; per questo, i due diventeranno molto diffidenti.
Successivamente, McGivens ed i suoi uomini attaccano una famiglia di contadini, i Cortez (amici di Alejandro), per sottrarre il loro atto di proprietà della terra. Zorro riesce a liberare Blanca, la moglie di Guillermo ed il figlio neonato, ma McGivens raggiunge Guillermo e gli spara alle spalle, dopodiché fugge con l'atto. Di conseguenza, Zorro inseguirà McGivens che arriverà alla fazenda di Armand. Dando l'atto al Conte, questi svelerà che è intenzionato a costruire una linea ferroviaria proprio sulla ex terra dei Cortez. Dopo il discorso, Zorro incontrerà Eléna, inconsapevole che lei stia facendo da spia per la Pinkerton; lei ha appena scoperto che Armand riceverà una misteriosa spedizione.
Zorro localizza McGivens in una piccola baia, dove è appena stato scaricato un carico. In una gita scolastica, anche il piccolo Joaquin incapperà nella pericolosa banda di McGivens; il bambino verrà comunque salvato dall'eroe mascherato (inconsapevole che si tratta del padre). Zorro, grazie al figlio, riuscirà ad ottenere uno strano indizio, proveniente dal carico: una saponetta etichettata con il nome latino di Orbis Unum (Unico Mondo). Frate Felipe ed Alejandro capiranno che il Conte Armand è il capo di una pericolosa società segreta, i "Cavalieri di Aragona". Armand è intenzionato a non consentire al Governo degli Stati Uniti di controllare la regione californiana.
Più tardi, Alejandro verrà catturato dai due agenti della Pinkerton, che gli sveleranno che Eléna è al loro servizio e che il divorzio non è nient'altro che parte dell'accordo con gli agenti; dato che la California non è ancora uno Stato, gli agenti sveleranno inoltre che la Pinkerton non poteva condurre un'investigazione legale. Joaquin passa per caso vicino alla prigione, dove il padre riesce a vederlo ed a chiamarlo. Entrando di nascosto, Joaquin riuscirà a liberare il padre, il quale lo affiderà a Frate Felipe; Zorro non perderà tempo nel raggiungere la fazenda di Armand, dove giunge anche Eléna. Dopo essersi incontrati e riappacificati, spiano Armand il quale sta ricevendo intere casse di sapone contenente glicerina, la quale verrà lavorata e trasformata in nitroglicerina e che sarà distribuita a tutto l'Esercito anti annessione, grazie anche all'aiuto del Colonnello Beauregard. Eléna deve recarsi alla fazenda prima che Armand ritorni, mentre Zorro si prepara per distruggere il treno che porta un grosso carico di esplosivo. McGivens, invece, giungerà alla chiesa di Frate Felipe per cercare Zorro, ma il religioso finirà per essere ucciso e Joaquin verrà rapito.
Alla fazenda, Armand viene informato dal maggiordomo Ferroq che Eléna è una spia. Dopo aver assassinato i due agenti della Pinkerton, il Conte rapisce Eléna e Joaquin; Zorro cercherà di fermare Armand ma, invece, sarà lo stesso eroe ad essere catturato e legato. Verrà anche smascherato di fronte alla moglie e all'incredulo figlio. Joaquin ed Eléna verranno portati sul treno, mentre McGivens avrà il compito di uccidere Alejandro; all'improvviso, ricompare frate Felipe, che arriva in soccorso dell'amico mettendo in difficoltà McGivens, il quale si auto-imprigionerà attraverso una macchina. In una posizione alquanto scomoda, McGivens morirà attraverso una semplice goccia di nitroglicerina che gli cadrà sulla fronte. Frate Felipe rivelerà ad Alejandro che è vivo grazie al suo crocifisso che gli ha fatto da scudo sul petto; Alejandro non perderà ulteriore tempo e si metterà all'inseguimento del treno.
Di nuovo con la maschera di Zorro, Alejandro coglie alla sprovvista Armand, affrontandolo in un duello. Nel frattempo, Eléna lascerà Joaquin nell'ultimo vagone che staccherà dagli altri; poco dopo, la donna dovrà lottare contro Ferroq nella carrozza dove sono custodite le bottiglie di esplosivo. Con un gioco d'astuzia, Eléna afferrerà una bottiglia di nitroglicerina e la infilerà nei pantaloni del maggiordomo, che verrà spinto giù dal treno in corsa ed esploderà. Joaquin si ritrova nella carrozza dove il padre ha lasciato il cavallo Tornado; qui il bambino prenderà il cavallo ed inseguirà il treno.
Lungo la pista, sotto gli occhi di un'enorme folla, il governatore sta firmando l'atto che farà entrare la California negli Stati Uniti. Mentre il treno si avvicina sempre più, Joaquin comanda il cavallo Tornado di deviare il treno in un'altra pista, evitando la collisione con la carrozza ferma del governatore. Zorro continua il duello con Armand, dove i due lotteranno persino sulla motrice; la linea terminerà poco più avanti con una serie di sbarre. Zorro riuscirà ad agganciare la cravatta di Armand sulla punta della motrice e riuscirà a scappare in tempo con Eléna. Il treno colliderà violentemente contro il blocco ed Armand morirà travolto, con tutto il carico di nitroglicerina che esplode. Con Zorro come testimone ufficiale, il governatore firmerà l'atto e la California diventerà il 31º stato degli Stati Uniti d'America.
Più tardi, frate Felipe celebrerà il secondo matrimonio tra Alejandro ed Eléna, con Joaquin come unico testimone. Alejandro si scusa con suo figlio per avergli nascosto la verità e gli promette che non lo farà mai più; Eléna permetterà ad Alejandro di continuare ad essere Zorro, accettando che egli sarà quello che cavalcherà ancora Tornado per la sua prossima missione.

## Produzione
Il film, ambientato nella Contea di San Mateo, California, venne girato parte in Messico (a San Luis Potosí), con fotografie di seconda-unità a Wellington, Nuova Zelanda e negli Stone Street Studios (sempre nella capitale neozelandese).

## Distribuzione
Il film è uscito nelle sale statunitensi il 24 ottobre 2005 mentre in Italia per il 28 ottobre dello stesso anno.

## Accoglienza

### Incassi
A fronte di un budget di $ 65.000.000 e distribuito in 3,520 sale, The Legend of Zorro ha incassato $ 16.328.506 al suo primo giorno di programmazione. Il film è andato abbastanza bene al botteghino, incassando $ 46.464.023 nel Nordamerica e altri $ 95.936.042 a livello internazionale, arrivando ad un totale di $ 142.400.065, ma non ha eguagliato il successo del suo predecessore.

### Critica
Il film detiene una valutazione di 47 su 100 su Metacritic, e una del 26% su Rotten Tomatoes, con il consenso che recita: "Zorro può sopravvivere a molte cose, ma sembra che non possa sopravvivere al matrimonio". Stephanie Zacharek di Salon.com ha elogiato il film, definendolo "divertente, audace e imbarazzante allo stesso tempo", rilevando le domande civiche e parentali che solleva. Roger Ebert del Chicago Sun-Times ha dato una recensione negativa, assegnandogli una stella e mezza su quattro, commentando che "di tutte le possibili idee su come gestire il personaggio di Eléna, questo film ha assemblato le peggiori". David Edelstein della rivista Slate ha elogiato il film, in particolare le scene d'azione, i cattivi e la chimica tra Banderas e Zeta-Jones. Brian Lowry del Variety ha affermato che The Legend of Zorro è "considerevolmente meno affascinante di La maschera di Zorro". Stephen Hunter del Washington Post ha reagito negativamente, definendolo "uno spreco di talento, tempo e denaro" e "stupido e noioso".

## Riconoscimenti
- 2006 - Golden Reel Award
  - Nomination Miglior montaggio sonoro (Effetti sonori)
- 2006 - Young Artist Awards
  - Miglior giovane attore di 10 anni di età o meno a Adrián Alonso
  - Nomination Miglior film drammatico per la famiglia
- 2006 - Imagen Foundation Awards
  - Nomination Miglior attore a Antonio Banderas
- 2005 - Stinkers Bad Movie Awards
  - Spencer Breslin Award per la peggior interpretazione di un bambino a Adrián Alonso
- 2006 - People's Choice Award
  - Nomination Attrice preferita in un film d'azione a Catherine Zeta-Jones